# Olula del Río
Olula del Río ist eine spanische Gemeinde in der Comarca Valle del Almanzora der Provinz Almería in der Autonomen Gemeinschaft Andalusien. Die Bevölkerung von Olula del Río bestand im Jahr 2024 aus 6.429 Einwohnern. Die Gemeinde besteht aus verschiedenen Ortsteilen.

## Geografie
Die Gemeinde grenzt an Fines, Macael, Oria, Purchena und Urrácal. 

## Geschichte
Die heutige Siedlung entstand in der Zeit von Al-Andalus. Im 19. Jahrhundert begann der Abbau von Marmor in der Gemeinde, welcher bis ins 21. Jahrhundert die Wirtschaft dominiert.

## Sehenswürdigkeiten
- Iglesia de S. Sebastián